# Munster Open 1987
Il Munster Open 1987 è stato un torneo di tennis facente parte della categoria ATP Challenger Series nell'ambito dell'ATP Challenger Series 1987. Il torneo si è giocato a Munster in Germania dal 30 novembre al 6 dicembre 1987 su campi in sintetico indoor.

## Vincitori

### Singolare
Eric Jelen ha battuto in finale  Jan Gunnarsson con il punteggio di 6–4, 7–6

### Doppio
Karel Nováček /  Marián Vajda hanno battuto in finale  Alex Antonitsch /  Tony Mmoh con il punteggio di 4–6, 7–6, 7–6